# Parábola do Vinho Novo em Odres Velhos

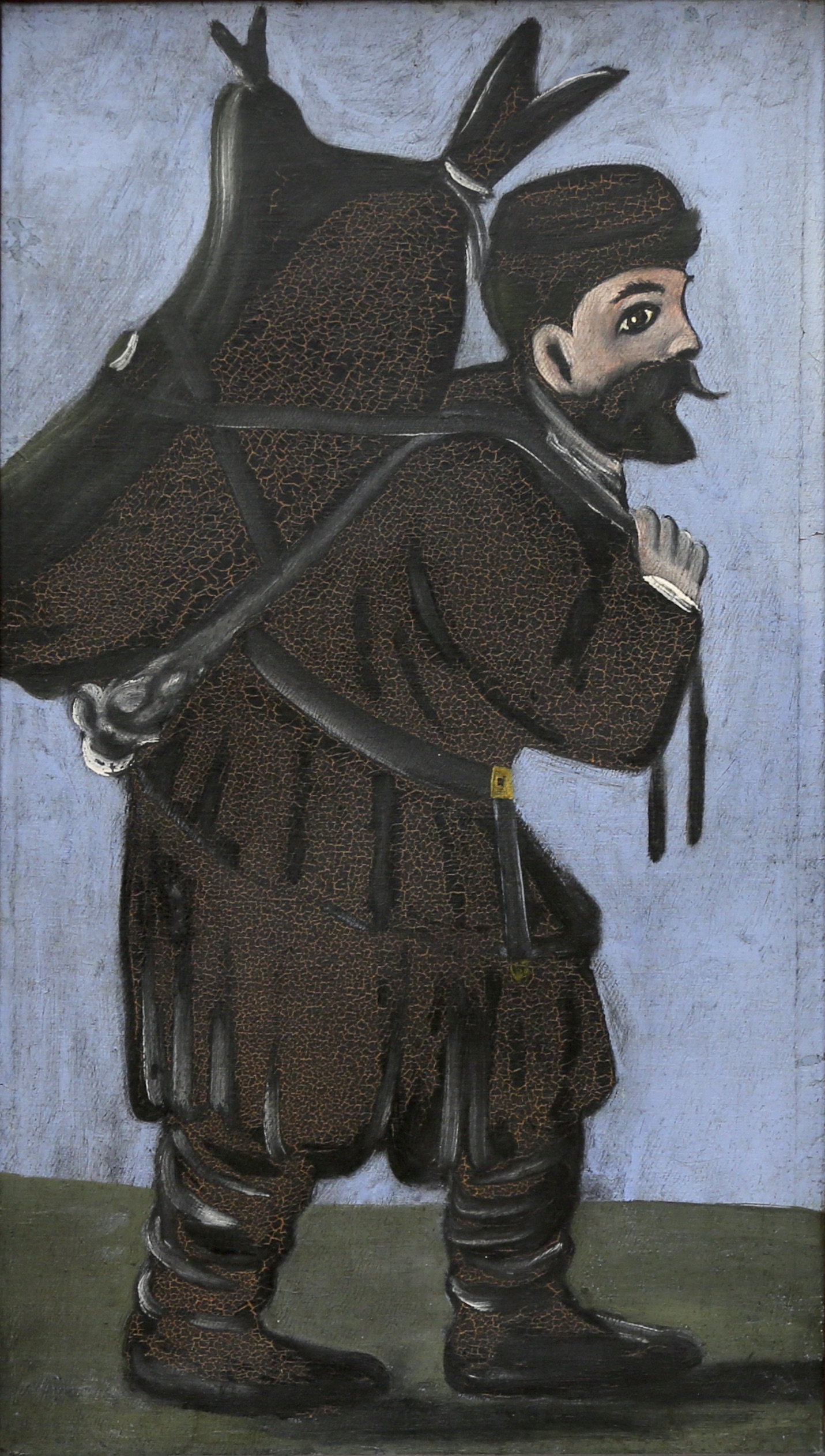
Homem carregando um odre – Niko Pirosmani.

A parábola do Vinho Novo em Odres Velhos é um par de parábolas contadas por Jesus no Novo Testamento, encontradas em Mateus 9:14–17, Marcos 2:18–22 e Lucas 5:33–39. Uma versão das parábolas também aparece no  Evangelho de Tomé.
O episódio anterior a este é o Chamado de Mateus como discípulo de Jesus. E a parábola dos odres parece ser parte de uma discussão em um banquete realizado por seu novo discípulo (Lucas 5:29).

## Narrativa
No Evangelho de Mateus, a parábola é contada assim:
| “ | «Depois o procuraram os discípulos de João, e lhe perguntaram: Por que é que nós e os fariseus jejuamos, mas teus discípulos não jejuam? Respondeu-lhes Jesus: Podem, porventura, estar tristes os convidados para o casamento, enquanto o noivo está com eles? Porém dias virão, em que lhes será tirado o noivo, e nesses dias jejuarão. Ninguém põe remendo de pano novo em vestido velho; porque o remendo tira parte do vestido, e fica maior a rotura. Nem se põe vinho novo em odres velhos; de outro modo arrebentam os odres, e derrama-se o vinho, e estragam-se os odres. Mas vinho novo é posto em odres novos, e ambos se conservam.» (Mateus 9:14–17) | ” |

Em Marcos:
| “ | «(Ora os discípulos de João e os fariseus estavam jejuando.) Eles vieram perguntar-lhe: Por que jejuam os discípulos de João e os dos fariseus, mas os teus não jejuam? Respondeu-lhes Jesus: Podem, porventura, jejuar os convidados para o casamento, enquanto o noivo está com eles? Durante o tempo que têm consigo o noivo, não podem jejuar. Dias, porém, virão, em que lhes será tirado o noivo, nesses dias jejuarão. Ninguém cose remendo de pano novo em vestido velho; de outra forma o remendo novo tira parte do velho, e torna-se maior a rotura. Ninguém põe vinho novo em odres velhos; de outra forma o vinho fará arrebentar os odres, e perder-se-á o vinho, e também os odres. Pelo contrário vinho novo é posto em odres novos.» (Marcos 2:18–22) | ” |

Por fim, no Evangelho de Lucas:
| “ | «Disseram-lhe eles: Os discípulos de João jejuam freqüentemente, e fazem orações; assim também os dos fariseus, mas os teus comem e bebem. Jesus disse-lhes: Podeis fazer jejuar os convidados para o casamento, enquanto o noivo está com eles? Dias, porém, virão, dias em que lhes será tirado o noivo, nesses dias hão de jejuar. Propôs-lhes também uma parábola: Ninguém tira remendo de vestido novo e o põe em vestido velho; de outra forma rasgará o novo, e o remendo do novo não condirá com o velho. Outrossim ninguém põe vinho novo em odres velhos; de outra forma o vinho novo arrebentará os odres, e ele se derramará, e estragar-se-ão os odres. Pelo contrário vinho novo deve ser posto em odres novos. Ninguém que já bebeu vinho velho, quer o novo; porque diz: O velho é bom.» (Lucas 5:33–39) | ” |

## Interpretação

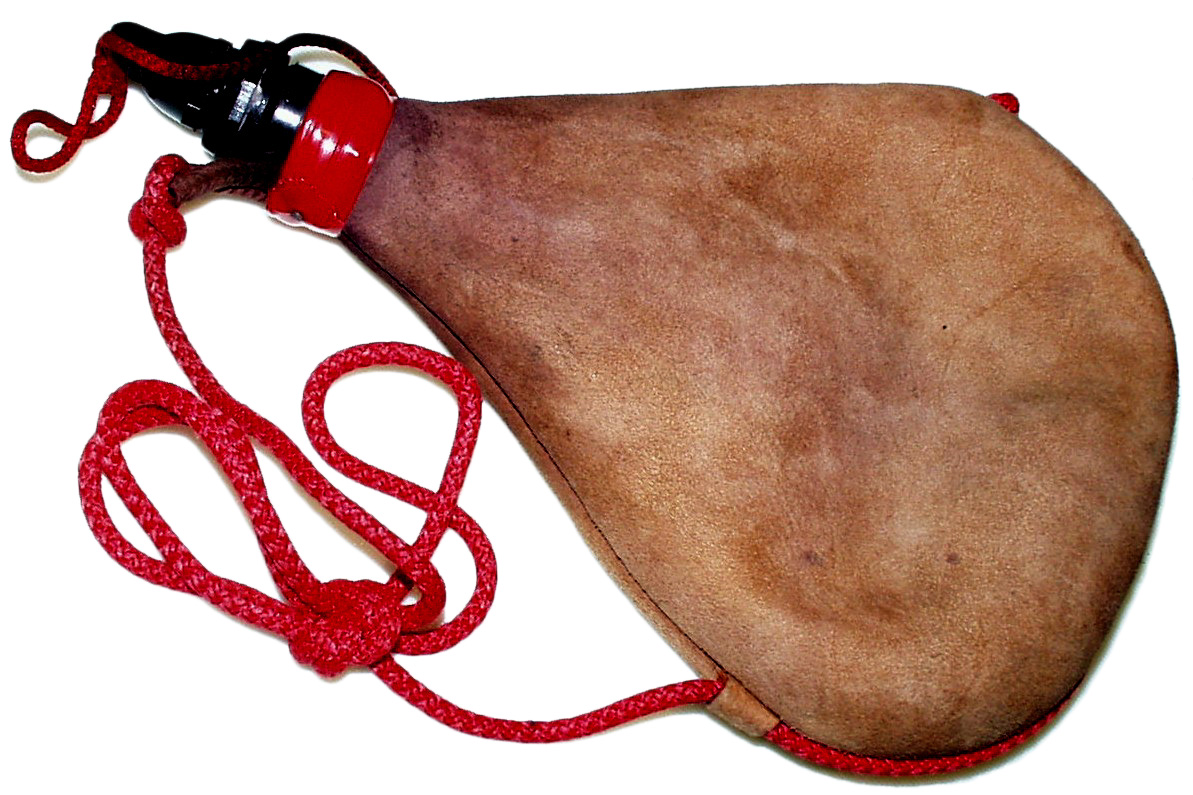
Um odre de vinho.

Não se sabe exatamente qual o significado exato deste famoso dito em seu contexto original, mesmo para os acadêmicos modernos. Geralmente se interpreta o trecho indicando que Jesus estaria propondo uma nova forma de realizar as coisas. Jesus, desta forma, parece estar preocupado que tanto o "remendo novo" e o "vinho novo" quanto o "vestido velho" e o "odre velho" sejam preservados. É possível ainda que ele estivesse tentando indicar que é necessário jogar fora as coisas velhas que são incompatíveis com seu novo caminho. Outra possibilidade é que as coisas velhas são dignas de serem preservadas, mas não misturadas com as novas.
As metáforas nas duas parábolas foram retiradas da cultura da época. Pano novo ainda não tinha encolhido com as lavagens, de modo que o uso de pano novo em roupa velha, causaria o rompimento da roupa velha pois o pano novo vai encolher quando for lavado. Do mesmo modo, odres velhos tinham sido "esticados até ao limite"  e tornado-se frágeis  com o vinho fermentado que havia dentro deles, usando-os novamente, portanto, arriscaria estourá-los.
Uma das interpretações das duas parábolas diz respeito à relação entre "o ensinamento de Jesus e do judaísmo tradicional. Muitos, especialmente os cristãos, interpretaram o trecho como significando que Jesus era o início de uma nova religião, distinta da religião de João Batista e do judaísmo, como é o caso de Inácio de Antioquia. Alguns cristãos também utilizaram este trecho para propor novos meios de ser cristão ou mesmo formas muito distintas de cristianismo. Contra esta interpretação, Lucas 5:39 acrescenta: "Ninguém que já bebeu vinho velho, quer o novo; porque diz: O velho é bom." Este dito também é encontrado parcialmente como dito 47 no Evangelho de Tomé. Em Marcos, este conflito é o ponto central da disputa inicial de Jesus com os doutores da Lei.
Segundo alguns intérpretes, Jesus e "seu novo ensinamento contra o velho caminho dos fariseus e dos escribas". No segundo século, Marcião , fundador do marcionismo, usou a passagem para justificar a total separação entre a "religião que Jesus e Paulo defendiam" das Escrituras hebraicas, uma ruptura completa do cristianismo em relação ao judaísmo, principalmente em relação ao Antigo Testamento
Outros intérpretes vêem Lucas como demonstrando as raízes do cristianismo no judaísmo, dizendo que "Jesus trouxe algo de novo, e os rituais e tradições do judaísmo oficial não poderiam contê-lo".
A interpretação preferida de João Calvino indica que as roupas velhas e os odres velhos são representações dos discípulos de Jesus. Em seu "Comentário sobre Mateus, Marcos e Lucas", ele explica que o vinho novo e o odre não alargado representam a prática de jejuar duas vezes por semana. Jejuar assim seria um incômodo para os novos discípulos e seria mais do que eles poderiam suportar.

### Lucas 5:39
Lucas termina estas parábolas afirmando que Jesus declarou que o vinho velho é geralmente melhor que o vinho novo — «Ninguém que já bebeu vinho velho, quer o novo; porque diz: O velho é bom» (Lucas 5:39) — um comentário que não existe nos dois outros evangelhos sinóticos. Este versículo apresenta algumas dificuldades de interpretação. Se Jesus está ensinando um distanciamento do judaísmo, teria dito que o velho é melhor? Diversas explicações foram propostas ao longo dos séculos. Uma delas defende que o versículo não pertence ao texto e deveria ser desconsiderado ou removido, uma visão adotada, por exemplo, por Marcião. Outros propõem que Jesus está lembrando que os padrões antigos e familiares são difíceis de mudar. Outra explicação sugere que Jesus estaria tentando salvar o "velho" e o "novo" seria uma referência aos ensinamentos de seus críticos. Outros ainda retraduzem as palavras gregas originais de forma diferente para tentar dar um sentido novo à frase.
Uma abordagem diferente proposta é a de não se assumir que Jesus estaria falando de "velho" e "novo" em relação a ensinamentos religiosos, mas sobre sua forma de escolher os discípulos. Assim, Jesus usa novos métodos ("novas roupas") para prover novos homens ("odres") com uma nova mensagem ("vinho"). Ele não rejeita o "velho", mas este é limitado e não acessível para todos. Conforme avança seu ministério, ele demonstra que sua abordagem é inclusiva e, por isso, encontra os rejeitados, os pobres e os enfermos.